# .lu
A .lu Luxemburg internetes legfelső szintű tartomány kódja, melyet 1995-ben hoztak létre.